# Castanopsis clemensii
Castanopsis clemensii är en bokväxtart som beskrevs av Engkik Soepadmo. Castanopsis clemensii ingår i släktet Castanopsis och familjen bokväxter. Inga underarter finns listade.
Arten förekommer på norra Borneo i Malaysia. Den växer i låglandet och i bergstrakter upp till 1850 meter över havet. Trädet blir upp till 30 meter högt och ingår i skogar.
Lokala beståndet hotas av skogsröjningar. Castanopsis clemensii ingår i flera skyddszoner. IUCN listar arten som livskraftig (LC).